# Feliks Burdecki
Feliks Stefan Burdecki (ur. 17 kwietnia 1904 w Toruniu, zm. 14 września 1991 w Republice Południowej Afryki) – polski pisarz science fiction, popularyzator nauki, redaktor i publicysta.  
Syn Apolinarego i Heleny z Szafrańskich. Ukończył studia matematyczno-przyrodnicze na Uniwersytecie Poznańskim, studiował także w Strasburgu. Doktorat obronił w 1927 na Wydziale Elektrycznym Politechniki Warszawskiej, następnie został profesorem Uniwersytetu Poznańskiego. Był członkiem polskich i zagranicznych towarzystw naukowych. 
W czasie okupacji został kolaborantem. Na łamach polskojęzycznych czasopism gadzinowych „Przełom”, „Ster”, „Wiadomości Polskie” nawoływał do wspólnej z nazistami walki przeciwko Sowietom. Współpracował z Janem Emilem Skiwskim, wydawcą tygodnika „Przełom”.
Po powstaniu warszawskim włączył się w kampanię propagandową na rzecz wsparcia niemieckiego wysiłku wojennego przeciw ZSRR przez ludność Generalnego Gubernatorstwa, prowadzoną przez Adama Ronikiera z upoważnienia Obersturmführera SS Alfreda Kolfa w ramach założonego pod koniec października 1944 w Krakowie Biura Studiów. Projekt ten przewidywał dostarczanie kontyngentów dla armii niemieckiej w zamian za ograniczony samorząd i przywrócenie edukacji gimnazjalnej, a w komunikatach pojawiły się odniesienia do Polski i Polaków. Burdecki wystąpił 10 i 12 grudnia 1944 w Krakowie z odczytami dla Komitetu Rzemiosła i Związku Zawodowego Nauczycieli, w których przekonywał, że tylko Niemcy mogą ocalić Polskę przed zagrożeniem komunistycznym i że reżim hitlerowski zostanie zastąpiony przez inną formę rządów. Odwoływał się do korzyści ekonomicznych ze współpracy z Niemcami i do ich przychylnego nastawienia wobec Polaków. Na łamach swoich artykułów w „Przełomie” i „Głosie Polskim”, w wydawanych broszurach i w pogadankach radiowych propagował antykomunizm i dowodził, że Polska została zaprzedana przez aliantów Sowietom. Jego przemówienia do rzemieślników i nauczycieli nie spotkały się z pozytywnym przyjęciem.
Skazany po wojnie zaocznie na karę dożywotniego więzienia, w latach 1945–1950 mieszkał w Szwajcarii, a w 1950 wyjechał do Afryki. Mieszkał najpierw w Cesarstwie Etiopii, a od 1952 w Związku Południowej Afryki (obecnie RPA), gdzie do 1971 pracował w Biurze Meteorologicznym w Pretorii. Był autorem licznych publikacji naukowych, np. opartych na danych klimatycznych z południowoafrykańskiej stacji polarnej SANAE IV na Antarktyce.

## Twórczość
Dorobek pisarski Burdeckiego obejmuje prace popularnonaukowe o najnowszych osiągnięciach nauki i techniki, powieść i opowiadania science fiction oraz publicystykę. Dzięki gruntownemu wykształceniu autora w dziedzinie nauk przyrodniczych, jego utwory science fiction zawierają rzetelną porcję wiedzy. Najbardziej znana jest powieść Babel (1931) z optymistyczną wizją rozwoju astronautyki (1935 – rakieta „Czeljuszkina” osiąga 500 km i w ciągu 26 minut dociera z Moskwy do Ameryki, 1938 – pierwszy lot okołoziemski, 1950 – lądowanie na Księżycu); inne motywy to wykorzystanie energii atomowej i zjednoczenie Europy. 
Opowiadania science fiction to m.in. W niewoli u bestyj morskich (1934), Ognista dłoń Perkuna (1934) Rakietą na Merkury (1934), Zbawczy telewizor (1936), Profesor milion atmosfer (1937). 
Po wojnie praktycznie niewznawiany, jedyne opowiadanie Burdeckiego ukazało się w antologii Polska nowela fantastyczna T. 5: Niezwykły kryształ (1986) w wyborze Stefana Otcetena.
- Budowa wszechświata (1929)
- Podróże międzyplanetarne (1929)
- Babel (1931)
- Tajemnice Marsa (1931)
- Lot w stratosferę (1934)
- Życie maszyn (1934)
- Światy planetarne (1934)
- Ruchoma mapka nieba (1935)
- Polskie niebo (1936)
- Telewizja czyli Jak człowiek nauczył się widzieć na odległość (1936)
- Opanowanie materii czyli książka o zdobyczach polskiej nauki w dziedzinie chemii i fizyki, astronomii i geofizyki, o polskich wynalazcach i inżynierach oraz o polskich pionierach lotnictwa (1937)
- Podstawy energetyki dziejowej (1938)
- Technika i przemysł w dawnej Polsce (1938)
- Walka o atom (1938)
- Droga do powszechnego ideału pracy. Kształtująca energetyka w środowisku europejskim (1942)
- Rewolucja europejska. Przemówienie wygłoszone dnia 21 kwietnia 1944 roku do górników Kopalni Soli w Wieliczce (1944)
- Historische Energetik und gesichtlicher Materialismus (1944)
- Menschheit und Energetik (współautor: Gerhard Neuling, 1962)